# Pierre Bensusan
Pierre Bensusan (nascido em 30 de outubro de 1957) é um guitarrista (português europeu) ou violonista (português brasileiro) franco-argelino. Como judeu sefardita, sua família veio da Espanha, Marrocos espanhol e Argélia francesa. Utilizando a afinação celta, sua música é muitas vezes caracterizada como música celta, folk, world music, new age, ou chamber jazz. Ele também publicou três livros de música e tablatura. Uma grande variedade de estilos musicais e influências podem ser ouvidas em sua música.

## Biografia
Nascido em 1957 em Orã, Argélia francesa, mudou-se para Paris com sua família quando tinha quatro anos de idade. Ele aprendeu piano e estudou música clássica com a idade de sete anos, e com a idade de onze anos começou a ensinar a tocar violão sozinho, depois que seu pai comprou um violão de cordas de aço e uma colega de classe lhe ensinou "alguns acordes". Ele assinou o contrato para seu primeiro álbum, Près de Paris , quando ele tinha apenas dezessete anos, e um ano mais tarde, conquistou o Grand Prix du Disque no Montreux Festival. Suas muitas influências incluem Davey Graham, Larry Carlton, Django Reinhardt, Martin Carthy, Nic Jones, Ry Cooder, Big Bill Broonzy, Reverend Gary Davis, Mississippi John Hurt, Doc Watson, Jimi Hendrix, John McLaughlin, Bert Jansch, John Renbourn, Ralph Towner, Wes Montgomery, Pat Metheny e Paco de Lucía.
Os trabalhos com violão solo de Pierre Bensusan tem se caracterizado o uso do "DADGAD sistema de afinação e eletrônica, tais como atrasos, distorções e pedais de volume, que foram em grande parte abandonado nas turnês recentes.
Ele inclui o scat-singing em suas composições, tanto pré-compostas como improvisadas. Ele trabalhou intensamente com o saxofonista Didier Malherbe, mas hoje suas turnês são na grande maioria solo. Ele também tocou a música "ELM" para a trilha sonora de Cowboy Bebop, no disco Cowboy Bebop No Disc de Yoko Kanno.
Em 2001 lançou o álbum Intuite, seu primeiro trabalho no novo estúdio de gravação em oito anos, e seu primeiro álbum totalmente acústico,que ganhou aclamação da crítica. Foi seguido pelo álbum Altiplanos em 2005. Hoje, ele continua a compor e a viajar em turnê, fazendo shows ocasionais com Malherbe, bem como a realizando workshops e escrevendo livros de violão.
Em 2006, Bensusan contribuiu com sua canção "Falafel a Montsegur" para o álbum de caridade Artists for Charity - Guitarists 4 the Kids, produzido pela Slang Productions, para ajudar World Vision Canada que ajuda crianças carentes que passam necessidades.
O compositor Michael Hedges escreveu uma peça para Bensusan. Após a morte de Hedges, Bensusan escreveu e gravou a música "So Long Michael", em homenagem ao Hedges, em que ele mesmo tocou.

## Discografia
- Près de Paris (1975)
- Pierre Bensusan 2 (1977)
- Musiques (1979)
- Solilaï (1981)
- Spices (1988)
- Wu Wei (1993)
- Live au New Morning/Live in Paris (with Didier Malherbe) (1997)
- Cowboy Bebop No Disc (1998) - canção "ELM"
- Intuite (2001)
- An Evening With International Guitar Night (2004)
- Altiplanos (2005)
- Artists for Charity - Guitarists 4 the Kids (2006) - canção "Falafel a Montsegur"
- Vividly (2010)
- Encore (2013)

## Livros
- The Guitar Book (1985)
- Pierre Bensusan Dadgad Music Composition From Spice & Wu Wei (1996)
- The Intuite Guitar Book (2003)